# Apexolichus affinis
Apexolichus affinis är en spindeldjursart som först beskrevs av Mégnin och Édouard Louis Trouessart 1884.  Apexolichus affinis ingår i släktet Apexolichus och familjen Pterolichidae. Inga underarter finns listade i Catalogue of Life.